# Aiptasia mutabilis
Aiptasia mutabilis är en havsanemonart som först beskrevs av Johann Ludwig Christian Gravenhorst 1831.  Aiptasia mutabilis ingår i släktet Aiptasia och familjen Aiptasiidae. Inga underarter finns listade i Catalogue of Life.

## Bildgalleri

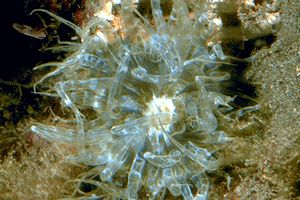